# Half-farthing
Lo half-farthing era una moneta britannica del valore di mezzo farthing, vale a dire un ottavo di penny. Fu coniata durante il periodo 1828-1856, sebbene alcune monete di prova siano note con la data 1868.
Durante questi anni è stata la moneta di valore più basso tra quelle circolanti nel Regno Unito. In alcuni possedimenti coloniali circolavano invece monete ancora più piccole quali i Third-farthing ed i Quarter-farthing, rispettivamente 1/3 ed 1/4 di farthing.

## Storia
Anche questa moneta nacque per uso coloniale, infatti i primi esemplari, prodotti a nome di Giorgio IV, furono inviati in Ceylon nel 1828 e nel 1830. Questi pezzi presentavano al diritto il ritratto del sovrano, volto a sinistra, attorniato dalla legenda GEORGIUS IV DEI GRATIA ed il millesimo. L'iconografia del rovescio era quella tipica delle monete dell'epoca, con la Britannia seduta su di uno scudo, rivolta a destra con un tridente in mano; la legenda BRITANNIAR REX FID DEF. Come consuetudine all'epoca, non era riportato esplicitamente il valore della moneta, la quale aveva un peso di 2,4 grammi ed un diametro di 18 millimetri.
Sotto il regno del successore Guglielmo IV, nel 1837, furono coniati nuovi half-farthing dal peso leggermente ridotto (2,3 grammi) ma dall'identico diametro. L'iconografia era identica alla precedente, fatta eccezione ovviamente per la legenda al diritto, che divenne GULIELMUS IIII DEI GRATIA 1837.
Durante il regno di Vittoria, monete di questo tipo furono coniate per la circolazione anche nella madrepatria, in diverse occasioni. Fu restaurato il peso di 2,4 grammi (per il solo millesimo 1856 fu ribassato a 2,3 g) e mantenuto il diametro classico. Il diritto presenta la testa della sovrana volta a sinistra, attorniata dalla legenda VICTORIA D G BRITANNIAR REGINA F D, mentre il rovescio è sensibilmente diverso dal precedente: campeggia al centro, per la prima volta, la scritta HALF FARTHING, in alto una corona, in basso invece il millesimo e, lungo il bordo, una rosa con tre foglie incrociate. Questo disegno fu sostituito nel 1842 con una combinazione floreale di cardo, rosa e quadrifoglio a simboleggiare le tre corone di Scozia, Inghilterra ed Irlanda. Questa modifica rifletté il mutato status di questa moneta, che il 13 giugno 1842 cominciò a circolare anche nel territorio del Regno Unito.
Malgrado il suo infimo valore facciale rendesse questa moneta pressoché inutile, almeno nel territorio metropolitano e le lettere di protesta che alcuni lettori inviarono a giornali come The Times, lo half-farthing rimase in circolazione sino al 1869, quando venne demonetizzato. Esistono prove in bronzo e cupronichel datate 1868.

## Pezzi coniati

### Giorgio IV
| Anno | Zecca  | Pezzi coniati | Note                                                                                  |
| ---- | ------ | ------------- | ------------------------------------------------------------------------------------- |
| 1828 | Londra | 7 680 000     | Esiste una variante con la figura della Britannia più grande Esiste in versione proof |
| 1830 | Londra | 8 776 000     | Esistono varianti con data grande o piccola Esiste in versione proof                  |

### Guglielmo IV
| Anno | Zecca  | Pezzi coniati | Note |
| ---- | ------ | ------------- | ---- |
| 1837 | Londra | 1 935 000     |      |

### Vittoria
| Anno | Zecca  | Pezzi coniati | Note                                                                                         |
| ---- | ------ | ------------- | -------------------------------------------------------------------------------------------- |
| 1839 | Londra | 2 043 000     |                                                                                              |
| 1842 | Londra | ?             |                                                                                              |
| 1843 | Londra | 3 441 000     |                                                                                              |
| 1844 | Londra | 6 451 000     | Esiste una variante con la E di REGINA ribattuta su N                                        |
| 1847 | Londra | 3 011 000     |                                                                                              |
| 1851 | Londra | ?             | Esistono diverse varianti con data ribattuta                                                 |
| 1852 | Londra | 989 000       |                                                                                              |
| 1853 | Londra | 955 000       | Esiste in versione proof                                                                     |
| 1854 | Londra | 677 000       |                                                                                              |
| 1856 | Londra | 914 000       | Esistono varianti con data grande o piccola Esiste una variante con legenda errata KRITANNIA |